# 克拉克鎮區 (密蘇里州林肯縣)
克拉克鎮區（英語：Clark Township）是位於美國密蘇里州林肯縣的一個行政鎮區。

## 地方資料
克拉克鎮區的面積為172.23平方千米，當中陸地面積為170.43平方千米，而水域面積為1.80平方千米。根據2020年美國人口普查的數據，當地共有人口14306人，而人口密度為每平方千米83.06人。